# ボジダル・ヤンコヴィッチ

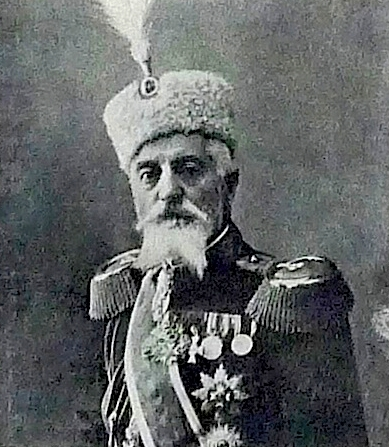
ボジダル・ヤンコヴィッチ

ボジダル・ヤンコヴィッチ（Божидар Јанковић、1849年12月7日 - 1920年7月7日）は、セルビアの軍人。
ベオグラード出身。1874年、ベオグラード砲兵学校で教育を受ける。卒業後、工兵の道を進み、1876年、セルビア・トルコ戦争に従軍。1877年から1878年にかけての露土戦争時、工兵大隊副官、1級トゥプリス旅団の副官、参謀長を歴任。1883年から参謀本部で勤務。1884年～1887年、軍事アカデミーの教授を兼任。1885年のセルビア・ブルガリア戦争時、最高司令部で勤務し、ニシ軍参謀長補を務めた。1893年から大隊長、歩兵連隊長、イバル師団参謀長を歴任。1897年、師団区司令官。1900年～1901年、軍司令官参謀長。1901年4月～8月、国防相。1901年～1902年、1903年～1912年、退役。退役中、1908年から民間防衛を指揮。
1912年～1913年のバルカン戦争勃発と共に、第3軍司令官。第一次世界大戦勃発と共に、モンテネグロ最高司令部（総司令官：ニコラ1世）参謀長に任命され、モンテネグロ軍の作戦を指導した。1914年9月、分離主義的な行動をするニコラ1世と紛争を起こし、モンテネグロを離れるが、間もなく和解しモンテネグロに戻った。1915年6月、更迭。
1919年から第4軍区司令官。